# Primera Gran Marcha Indígena por el Territorio y la Dignidad
La Primera Marcha Indígena de 1990, conocida también como Marcha por el Territorio y la Dignidad, fue una movilización organizada por movimientos indígenas de Bolivia. Entre el 15 de agosto y el 19 de septiembre de 1990, más de 300 personas de diversas etnias del oriente boliviano recorrieron, en una caminata que incluía mujeres, ancianos y niños,  más de 640 kilómetros desde Trinidad en la amazonía de Bolivia, hasta la ciudad de La Paz, ubicada en una cabecera de valle a los pies del altiplano. La marcha reclamaba el reconocimiento de sus territorios y derechos ancestrales.La marcha fue liderada por Marcial Fabricano, Ernesto Noe , Antonio Coseruna y Tomás Ticuazu y como resultado de la misma el entonces presidente emitió cuatro decretos supremos que daban respuesta a sus demandas. 

## Antecedentes históricos
El contexto de la marcha se enmarca en procesos globales y locales que impulsaron el reconocimiento de los derechos de los pueblos indígenas. A nivel internacional, el Convenio 169 de la OIT, adoptado en 1989, estableció la consulta previa y el respeto por las tierras ancestrales, influyendo significativamente en las luchas indígenas en Latinoamérica. En Bolivia, la creación de organizaciones como la Central de Pueblos Indígenas del Beni (CPIB) el 10 de noviembre de 1989, fue clave para articular las demandas locales, principalmente en el departamento del Beni, donde los territorios indígenas enfrentaban presiones crecientes por la explotación de recursos naturales.
Durante las décadas de 1970 y 1980, los territorios indígenas, ricos en recursos naturales, se convirtieron en el objetivo de empresas legales e ilegales dedicadas a la extracción de madera, pieles y otros productos, lo que comprometió los frágiles equilibrios ecológicos y las formas de vida de las comunidades que los habitaban. Esta explotación, en muchos casos avalada por autoridades gubernamentales, generó denuncias públicas, como la de 1988 sobre el asesinato de dos indígenas chimanes en el Beni. Entre 1988 y 1989, medios de comunicación reportaron la complicidad del Ministerio de Asuntos Campesinos y Agropecuarios en prácticas como la caza indiscriminada y la exportación de pieles mediante resoluciones ministeriales.
Los conflictos territoriales y el avance de la actividad extractiva evidenciaron la necesidad de acción colectiva. Territorios como el bosque chimán, el Parque Nacional Isiboro Sécure (creado en 1965) y Loma Alta enfrentaron problemas graves como la suspensión de reservas forestales, el ingreso de colonos y concesiones agrarias que afectaron directamente a las comunidades indígenas. Estas tensiones culminaron en 1989 con levantamientos como el de los Sirionó, marcando un punto crítico para la movilización y construcción de un discurso que visibilizara las problemáticas y exigencias de estos pueblos.

## La marcha

#### Desarrollo
La marcha inició el 15 de agosto de 1990 en la ciudad de Trinidad, organizada principalmente por la Central de Pueblos Indígenas del Beni, a la cabeza de Marcial Fabricano, con una participación inicial de las etnias moxeña y sirionó. Bajo la consigna "Marcha por el Territorio y la Dignidad", los marchistas recorrieron 640 kilómetros hacia La Paz. Durante el trayecto, se unieron otros grupos amazónicos, como los Yuracaré y Chimanes, así como comunidades quechuas y aymaras al ingresar al altiplano. El recorrido atravesó selvas, ríos y montañas, con los marchistas enfrentando condiciones adversas que simbolizaban las dificultades de su lucha. La llegada a Yolosa marcó un punto culminante cuando el presidente Jaime Paz Zamora los recibió, junto a su gabinete y comprometiéndose a atender sus demandas.

#### Demandas
Las principales demandas de la marcha incluyeron:
- Reconocimiento legal de los territorios indígenas.
- Inclusión de reformas constitucionales que reconocieran la existencia y los derechos de los pueblos indígenas.
- Respeto a sus formas de organización y autoridades tradicionales.

## Logros
La movilización culminó con la promulgación de cuatro decretos supremos que marcaron un antes y un después en la política boliviana:
- D.S. 22610: Reconocimiento del Territorio Indígena del Parque Nacional Isiboro Sécure.
- D.S. 22611: Creación de Territorios Indígenas Multiétnicos.
- D.S. 22612: Reconocimiento del Territorio Indígena Chimán.
- D.S. 22609: Reconocimiento del Territorio Indígena Sirionó.

Estos decretos sentaron las bases para el reconocimiento de los derechos territoriales indígenas y establecieron precedentes que influyeron en la agenda política del país en las décadas posteriores.

## Impacto
La Primera Marcha Indígena posicionó las demandas de los pueblos originarios en el centro del debate nacional, consolidando un movimiento que aboga por la defensa del territorio, la cultura y los derechos humanos. Además, este evento inspiró la creación de nuevas organizaciones indígenas y fomentó la solidaridad entre comunidades de diferentes regiones.
Desde el Beni, epicentro de esta movilización, se fortaleció la percepción de los territorios indígenas como espacios no solo de sustento, sino también de identidad y resistencia cultural.